# مارينا توريس
مارينا توريس (بالإسبانية: Marina Torres)‏ هي ممثلة إسبانية، ولدت في 31 أغسطس 1901 بسان فايسينت دي كاستيليت في إسبانيا، وتوفيت في 12 أبريل 1967 بمدريد في إسبانيا.

## وصلات خارجية
- مارينا توريس على موقع IMDb (الإنجليزية)
- مارينا توريس على موقع قاعدة بيانات الفيلم (الإنجليزية)